# Linnaemya pentheri
Linnaemya pentheri là một loài ruồi trong họ Tachinidae.